# سینما و تئاتر گرجستان
سینمای گرجستان به مجموعه آثار سینمایی گفته می‌شود که در کشور گرجستان یا توسط فیلم سازان گرجی خارج از کشور ساخته شود.

## سینما

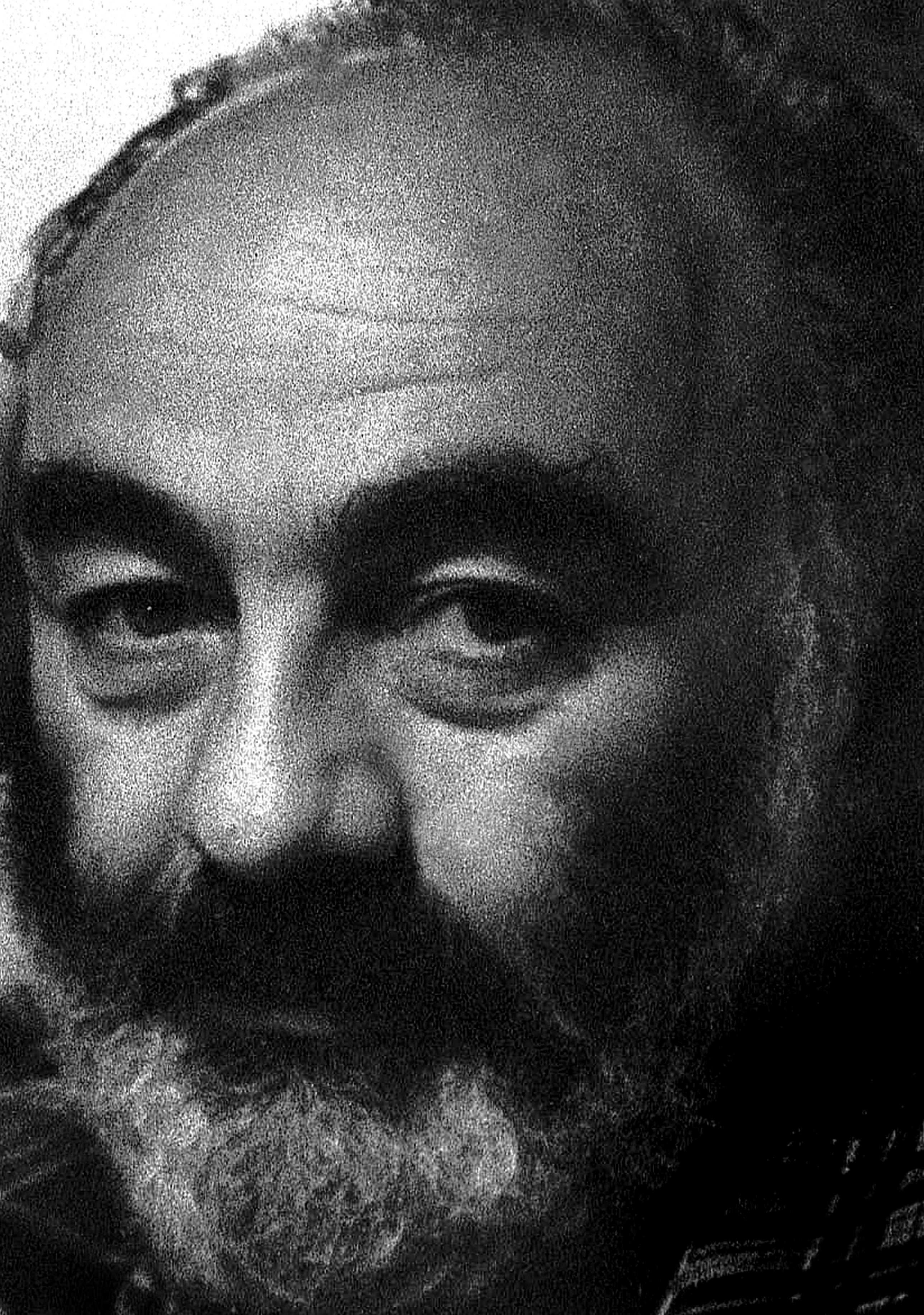
سرگئی پاراجانف کارگردان گرجی

توسعه و تکامل رشته فیلم‌برداری و فیلم‌سازی برای فرهنگ ملی گرجستان، کامیابی مهمی به‌شمار می‌آید. امروزه در گرجستان هرساله ده‌ها فیلم هنری، کارتون، علمی، عمومی، مستند و غیره ساخته می‌شود. تعدادی از فیلم‌های ساخت گرجستان در جشنواره‌های بین‌المللی و سرتاسری جمهوری‌ها به دریافت جوایز و دیپلم‌های افتخار نائل شده‌اند. فیلم «پدر سرباز» در چهاردهمین جشنواره بین‌المللی مسکو موفقیت فوق‌العاده‌ای داشته‌است. فیلم‌هایی به نام «اوشبا»، «دشت آلازانی»، و «در ارتفاعات پامیر» در جشنواره‌های بین‌المللی فوق‌العاده ارزنده شناخته شده و به دریافت دیپلم افتخار موفق شدند. مرکز حیات فعالانه و خلاقانه کارکنان هنر سینمایی «اتحادیهٔ کارکنان رشته فیلم‌برداری» می‌باشد.

## تئاتر
تئاتر گرجی از همان بدو پیدایش خود در جهت رئالیسم گام نهاد. بر اساس نمایشنامه‌های ملی که توسط نویسندگان با ذوقی مانند داوید کلدینشویلی، زورابی آنتونوف، شالوا دادیانی و عده‌ای دیگر تدوین گردیده بود، در پایان قرن نوزدهم و آغاز قرن بیستم، نهضت و جنبش نیرومند تئاترال به وجود آمد که گروه بزرگی از بازیگران هنرمند در راس آن قرار داشتند.
در گرجستان سابقاً ۵ تئاتر وجود داشت؛ ولی اکنون در این کشور بیش از بیست تئاتر به فعالیت هنری مشغول‌اند. قریب به ۳۰ تئاتر ملی آماتوری و نیز صدها تالار شهر و روستای متعلق به خانه‌های فرهنگ را باید به تعداد تئاترهای فوق افزود. در این تالارها اعضای کانون گروه‌های آماتوری هنرهای دراماتیک با موفقیت، نمایش‌هایی روی صحنه می‌آورند.
در سال ۱۹۲۱ میلادی، تئاتر دراماتیک به نام شوتا روستاولی تأسیس گردید. در سال ۱۹۲۸ میلادی، تئاتر دراماتیک به نام ک. مارجانیشویلی ایجاد شد و به فعالیت هنری پرداخت. تربیت و آموزش و آماده ساختن هنرپیشگان و گارگردانان و مدیران تئاتر در انستیتوی تئاتر به عمل می‌آید. در گرجستان موزه هنر تئاتر دولتی ایجاد شده‌است. تئاتر تفلیس به نام گریبادوف، سنن نیکویی را در زمینه‌های فرهنگ‌های تئاتری گرجی کمک و مساعدت می‌کند، تئاتر گرجی در میان فرهنگ تئاترال جمهوری‌های شوروی سابق مقام شامخی را داشت، تئاترهای گرجستان و فعالیت برجسته آن‌ها در خارج از مرزهای گرجستان نیز از شهرت فراوانی برخوردار است.